# Slaget vid Tunmen
Sjöslaget vid Tunmen var ett sjöslag våren 1521 utanför fortet Tuen Mun vid Pärlflodens mynning. En portugisisk flotta under befäl av Diogo Calvo besegrades av Mings kejserliga flotta.

## Bakgrund
Det portugisiska sändebudet Fernão Pires de Andrade anlände till Pärlflodens mynning i juni 1517 och bad befälhavande amiralen i Nantou om tillstånd för sina fartyg att segla till Kanton. Efter en månad utan svar, beslutade Andrade sig för att segla uppför floden. När de närmade sig Kanton sköt flaggskeppet salut för att de kom i fredliga avsikter. Den kinesiska befolkningen missförstod detta och blev oroliga. När Kantons myndigheter kom fram blev portugiserna välkomna med pomp och ståt och fick tillstånd att handla siden och porslin.
Andrades goda relation med Mingdynastins ombud omintetgjordes då hans bror Simão de Andrade anlände i augusti 1519. Simão de Andrade byggde ett fort på ön TunMen och kidnappade kinesiska barn och sålde i Malacka.

## Slaget vid TunMen
Mingdynastins storsekretariat beordrade amiralen Wang Hong att driva bort portugiserna. När bröderna de Andrade vägrade samlade Wang Hong en flotta på 50 djonker i april (eller maj) 1571. Simão de Andrade förde befäl över fem karaveller och ett flertal siamesiska djonker. Portugiserna besegrades, två karaveller förlorades, djonkerna flydde och tre karaveller lyckades ta sig till Malacka. Efter detta slag hindrades portugisiska fartyg att landstiga i Kina under många år.